# Campagne Rubigen

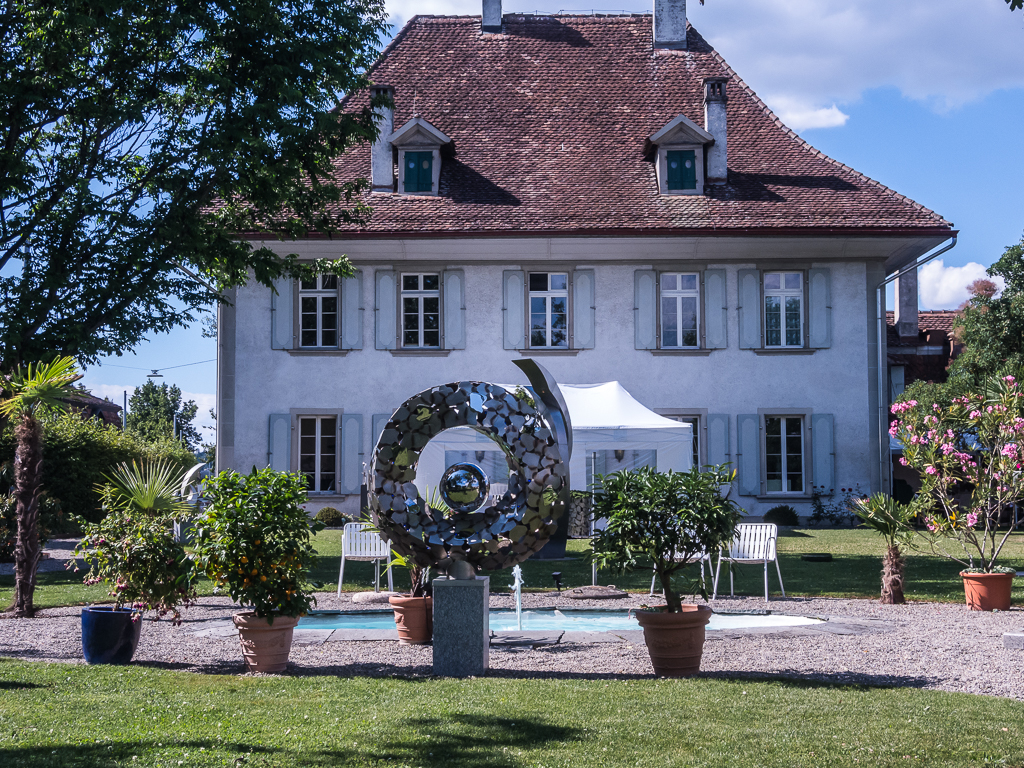
Campagne Rubigen

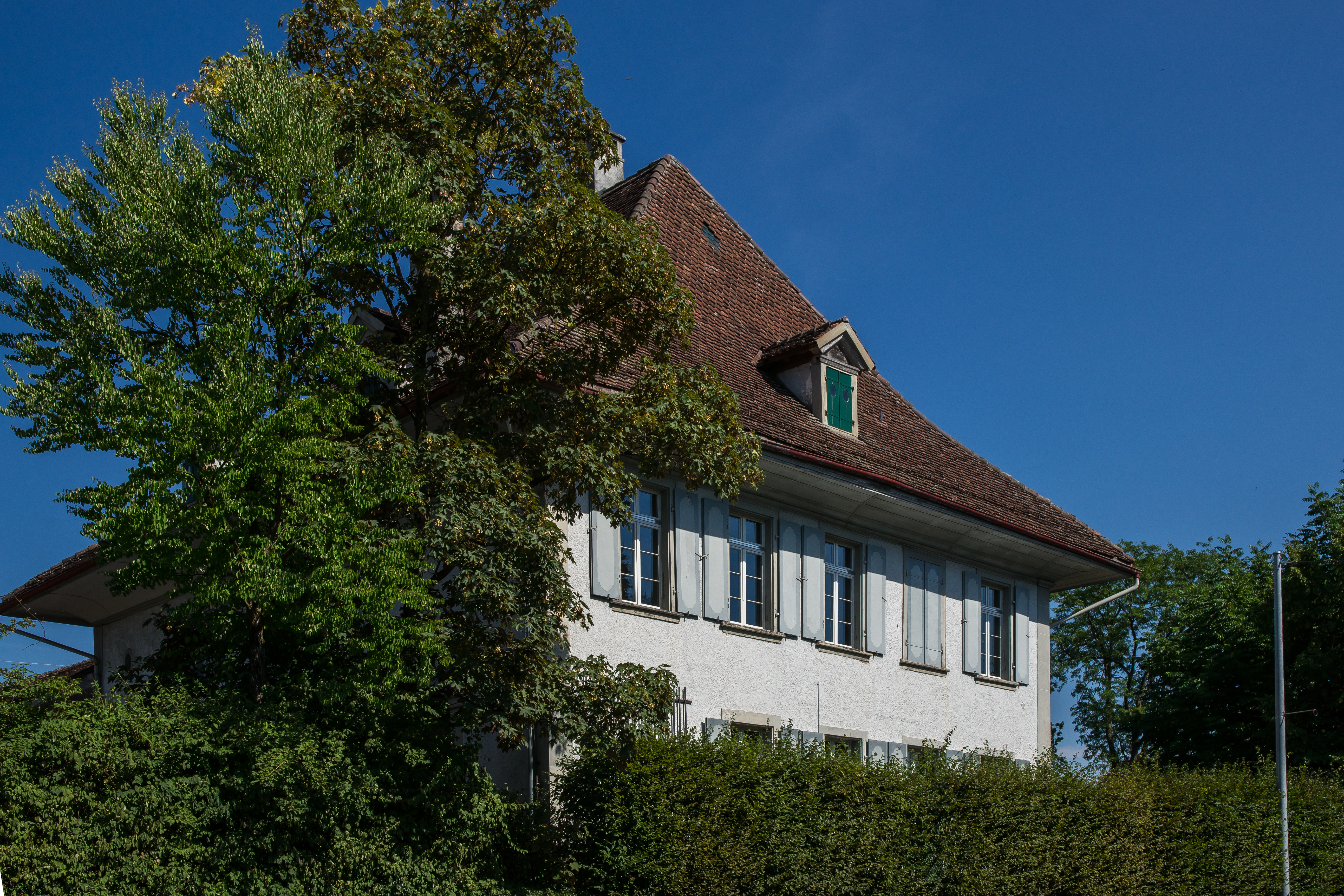

Die Campagne Rubigen ist ein 1728 gebauter Landsitz an der Thunstrasse 23 in der Gemeinde Rubigen im Kanton Bern.

## Baugeschichte
Die Campagne wurde 1728 mit einem Walmdach, zwei symmetrischen Flügelpavillons und Eingangsportikus mit Vierkant–Steinpfeilern erstellt. Dazu gehörte ein Bauerngut mit Einschlag. 1894 wurde unweit der nordwestlichen Ecke des Einschlags ein Wassersammler mit Hydrantenleitung bis zum Herrenhaus angelegt. Das Turbinenwasser speiste den Löschwasserteich im Dorf. 1902 brannte das Bauernhaus im Einschlag ab und wurde als giebelseitig orientiertes Vielzweckhaus mit Ründi in Ringbauweise mit gemauerten Ausfachungen neu erbaut. 1953 wurde die Kantonsstrasse neu gebaut, wobei im Bereich des Schlösslis Bäume gefällt, die Gartenhalle zwischen Strasse und Schlösschen entfernt und die Stützmauer abgebrochen und durch eine neue ersetzt werden musste. Am 28. Juni 2014 wurde nach sechsmonatigem Umbau der neu angelegte Skulpturenpark eröffnet.

## Besitzergeschichte
Emanuel von Rodt–Willading verstarb 1728 und vererbte das Rubigen-Gut es an seinen Sohn Salzdirektor Anton Rodt-Kirchberger, welcher darauf die Campagne erbauen liess. 1753 ging der Besitz an Samuel Fischer von Hunziken und 1762 an dessen ältesten Sohn Samuel Fischer–von Graffenried, Welschseckelmeister und späterer Landvogt von Lenzburg. Das 1791 seiner Witwe abgezogene Herrengut kam 1795 durch Kauf aus dem Nachlass von Johann Rudolf Fischer, Landmajor und Schaffners zu Hettiswil, über dessen Erben an den in Rubigen ansässigen Freiweibel Hans Stettler, damals Besitzer des Zaunackergutes in Rubigen. Christian Viktor von Graffenried ersteigerte von dessen Erben 1801 den Herrenstock «an der grossen Strasse von Bern nach Thun» mit Scheune, Holzschopf und Speicher.
1817 wurde das Gut von Kriegszahlmeister Abraham Karl Ludwig von Wattenwyl, Generalmajor in britischen Diensten, Burger und Ratsherr zu Bern, übernommen. Er vermietete die Campagne Rubigen an Johann Ludwig Wurstemberger und dessen Gemahlin Sophie de Larrey. Abraham Karl Ludwig starb im Jahre 1836, seine Witwe Anna Margaritha Sophie von Wattenwyl-von Tavel, eine Tochter des Generalmajors Georg Ludwig von Tavel von Lutry und Villars, verstarb ein Jahr später. Die Campagne kam nun zu je einem Viertel an ihre Söhne Ludwig Friedrich, Ludwig Heinrich, Albert Rudolf Eduard und Emanuel Rudolf Ludwig von Wattenwyl. 1844 kaufte ihnen ein entfernter Vetter, der reiche Hauptmann Ludwig Emanuel von Wattenwyl-Ougspurger, die Campagne Rubigen ab. Dieser trat 1862 die hiesigen Güter an die Tochter Johanna Catharina Charlotte Julie von Wattenwyl-von Wattenwyl ab, die mit einem früheren Mitbesitzer vermählt war, Emanuel Rudolf Ludwig von Wattenwyl. Nach ihrer 22-jährigen Witwenschaft ging das Gut 1902 an ihre Erben, die Töchter Sophie Rosalie Johanna Maria von Graffenried und Anna Sophie Johanna von Steiger, ihre Enkelin Maria Johanna Margaretha von May und die drei Kinder Elisabeth, Franz und Erwin ihres verstorbenen Sohnes Eduard Friedrich Ludwig von Wattenwyl. Diese beschlossen, die Campagne Rubigen ihrer verwitweten Schwägerin Tante Cécile Mathilde Margaretha von Wattenwyl zu verkaufen. Vier Monate später schloss dieselbe ihre zweite Ehe mit Emanuel Rudolf Alexander von Tavel, Bruder des Dichters Rudolf von Tavel, und brachte ihm den Besitz Rubigen zu. Bis 1888 hatte er als Farmer in Amerika gelebt.
1903 verkauften Cäcilia Margaretha von Wattenwyl-von Steiger und ihre Tochter Maria Johanna Margaretha von Wattenwyl das Einschlaggut an den Pächter Christian Wüthrich. Eine Bedingung aus dem Kaufvertrag lautete: «Auf dem veräusserten Gut oder einzelnen Teilen desselben darf kein industrielles oder gewerbliches Etablissement errichtet werden, das die Einschleusung und Verbreitung von Viehkrankheiten (Seuchen) oder andere Schädigungen von Viehbesitzern der Umgebung fürchten lässt». Das Einschlaggut kam durch Erbschaft 1943 an Ernst Karl Hess und 1968 an seinen Sohn Professor Hans Hess. Von der Campagne Rubigen erzählt Rudolf von Tavel, dass Tante Jenny von Wattenwyl als originelle Persönlichkeit dazu beigetragen hat, seine Jugendjahre froh und sonnig zu gestalten. Sie hielt ein offenes, gastfreies und geselliges Haus. Dort gewann er Einblick in das bernische Landjunkertum «schlichter, froher Art», das sich mit Landwirtschaft und Militär befasste. Sein Bruder Albert von Tavel berichtet von seinen Ferienbesuchen bi üsem Unggle Ludi z’Rubige und schreibt u. a.: Der Unggle Ludi isch e handfeste Ma gsi vo gueter Gattig, gründleche Kenner vom Burewäse, Grossrat und Mitglied vo der Staatswirtschaftskommission und Kommandant vom Konolfinger-Battailon, e Respäktpärson bis änen use.
Im Jahre 1924 kam die Campagne Rubigen durch Kauf an Margarita von Fellenberg-von Wattenwyl vom Schloss Oberdiessbach, seit 1913 verheiratet mit Karl Gottfried Edmund von Fellenberg. Er starb 1949 und seine Witwe veräusserte Rubigen mit Scheune und weiteren Gebäuden im Jahre 1953 dem Kanton Bern, von dem es keine vier Monate später Herbert Ottfried Kohlund erwarb. Herbert Ottfried Kohlund, dessen Vater, Ekkehard Kohlund Schauspieler und Direktor des Stadttheaters von Bern, bis zu seinem Tod ebenfalls in Rubigen wohnte. Vater und Sohn widmeten sich in der Freizeit der Malerei, und beide Künstler erfreuten ihre Gäste mit schönen Bilderausstellungen. Ekkehard Kohlund starb im Jahre 1974. 1983 ging die Besitzung erbweise an die Witwe Katharina Kohlund-Elsässer über. 2013 verkauften die Erben Kohlund-Elsässer die Campagne an Housi und Barbara Knecht, die jetzigen Besitzer des Anwesens.